# Theologische Zeitschrift
Theologische Zeitschrift, prva številka je izšla 6. januarja 1849. Časopis je bil tednik, nadaljevanje Laibacher Kirchenblatta in je še isto leto prenehal izhajati. Tednik je objavljal cerkevene novice, pastirska pisma in različne članke z zgovornimi nasloveni kot npr.: Was hat ein Seelsorger in unseren Tagen besonders in der Schule zu thun?
Časopisu je bila dodana priloga Zeit und Ewikgeit. 
Zadnja številka je izšla 29. decembra 1849 brez obvestila, da odslej list, ki ga je tiskal Blaznik, ne bo več izhajal. Najverjetneje z izdajanjem prenehajo zaradi pomanjkanja naročnikov.